# Der Eremit (Tarot)
Der Eremit ist eine der auch große Arkana genannten Trumpfkarten des Tarot. 

## Darstellung
Ein alter Mann in einem langen Kapuzenmantel steht einsam auf einem Berg und stützt sich auf einen Stock. Er hält eine Laterne.
Bei Haindl sieht man den Eremiten auf einem Berg den Mond preisen, im Hintergrund sieht man das Auge Gottes (Pyramide mit Auge). Er ist umgeben von Käuzen.

## Deutung
Die Karte IX symbolisiert die innere Umkehr, die Andacht, aber auch Weltentfremdung, innere Emigration.

## Entsprechungen
- das Tierkreiszeichen Jungfrau
- der hebräische Buchstabe י (Jod)